# Каламі
Каламі (грец. Καλάμι) — село на північному сході острова Керкіра в Греції. Розташовано на березі однойменної бухти, що виходить до Керкірської протоки Іонічного моря, на східних схилах гори Пантократор.
Бухта Каламі утворена двома скельними виступами, що виступають далеко в море, тому з берега разом з розташованим за 1,5 км албанським берегом виглядає як озеро
Каламі на початку XX століття було маленьким рибацьким селищем. На початку XXI століття воно перетворилося на курорт з пляжем та віллами. У селі є декілька магазинів.

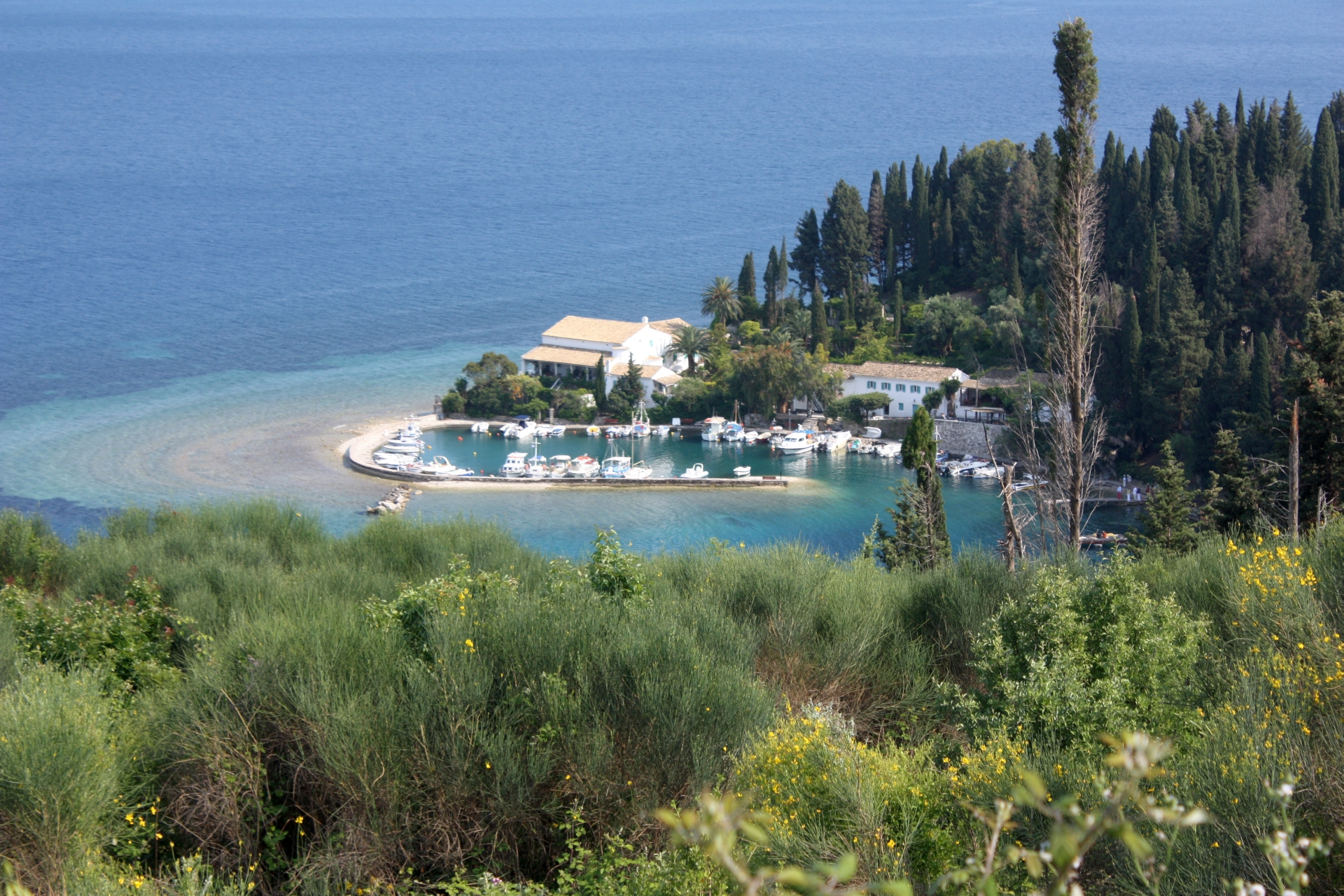
Бухта Кулура

На північний схід від села є маленька бухта Кулура з ще меншим курортом, таверною та церквою святого Миколая. На південний захід від Каламі лежить село Гімарі, колишній адміністративний центр однойменної общини муніципалітету Кассіопі, до якої належало Каламі у 1998—2011 роках.
Через село проходить автобус Керкіра — Кассіопі.

## «Біла вілла»
Каламі відоме як місце помешкання письменника Лоуренса Даррелла, який перебував у селі з перервами в період між 1936 і 1939 роками. Тут він приймав своїх друзів Теодора Стефанідеса, Генрі Міллера, свого брата Джеррі тощо. За спогадами Стефанідеса, Лоуренс замовив господарю надбудувати другий поверх з великими вікнами з виглядом на море, натомість хазяїн зробив малі віконця, щоб захистити кімнату від холодних зимових вітрів, чим неабияк розсердив письменника. У 1930-ті життя місцевих мешканців було важке через круті схили навколишніх гір, відсутність доріг та прісної води біля моря; необхідно було щодня підійматися за водою до джерела в гори. Незважаючи на дикість місця, в 10 хвилинах від помешкання Дарреллів орендували віллу їхні американські друзі Барклай і Емілі Гадзони (англ. Barclay&Emily Hudsons).
Будинок «Біла вілла» досі існує та є принадою для туристів. Ним володіє та сама родина Атенаїос, що й у часи Дарреллів.